# Escuela de Balonmano Maristas
La Escuela de Balonmano Maristas es un club de balonmano con sede en Zaragoza, España. Tiene equipos masculinos y femeninos en todas las categorías, desde prebenjamines hasta sénior. Destaca especialmente la celebración del Campus Margen Izquierda y la organización de las 24 Horas de Balonmano -Memorial Roberto Suso-.

## Historia
Comenzó a practicarse en el Colegio de los Hermanos Maristas de Zaragoza a mediados de los años cincuenta, cuando el Hermano Juan Armiño, siempre preocupado por la Asociación de Antiguos Alumnos, materializó la idea y así, en octubre de 1958, presidido por Francisco Peñafiel, comenzaba su andadura el ADEMAR, nombre que corresponde a “Asociación de Ex-alumnos Maristas”.